# Grotte de Xianren
La  grotte de Xianren (仙人洞, Xiānrén dòng, « grotte des immortels »), de même que l'abri sous roche de Diaotonghuan (吊桶环 / 吊桶環, Diàotǒnghuán) à proximité, est un site archéologique du bourg de Dayuan (大源镇) du xian de Wannian dans la province du Jiangxi en Chine. Des tessons de poterie préhistoriques et la preuve d'un début de culture du riz y ont été découverts. Le nom de la grotte fait référence aux légendaires fées et immortels taoïstes. Ses dimensions sont de 7 m de haut, 11 m de large et 14 m de profondeur.
Une publication de 2012 dans la revue Science y a annoncé la plus ancienne poterie connue au monde, datée du dernier maximum glaciaire entre 20 000 et 19 000 ans avant le présent,.
Cette grotte est classée, depuis le 25 juin 2001, sur la cinquième liste des sites historiques et culturels majeurs protégés au niveau national sous le numéro de catalogue 54 et sous le nom du site réunissant les deux ensembles (仙人洞、吊桶环遗址).

## Dates
La grotte a été fouillée dans les années 1960, puis à nouveau dans les années 1990 et jusqu'en 2009.
Les dernières campagnes de fouilles ont été complétées de datations par carbone 14.
La stratigraphie des sédiments montre que la grotte a été habitée entre 29 000 et 17 500 ans avant le présent et, après une phase d'abandon, à nouveau entre 14 500 et 12 000 ans.
À cette époque les habitants de la grotte étaient des chasseurs-cueilleurs qui ignoraient l'agriculture.

## Premières poteries
C'est la datation précise des sédiments environnants qui a permis d'établir le « record » d'ancienneté des tessons de terre cuite d'il y a 20 000 ans.
Les plus anciennes poteries découvertes dans la grotte sont des jattes ou des bols d'environ 20 cm de diamètre qui ne portent pas de trace de feu ou de cuisine ; il s'agit de récipients servant de contenants et sans doute pas de pots à cuire.
Les archéologues avancent plusieurs hypothèses sur l'utilisation de ces poteries : récolter la moelle des os du gibier chassé, stocker de la graisse ou d'autres préparations alimentaires, ou peut-être brasser une boisson alcoolisée.